# LiveLeak
A LiveLeak egy videomegosztó weboldal volt. Az oldal 2006. október 31-én alakult az Ogrish.com utódjaként, a szolgáltatója Londonban található. Az Ogrish.com alapítói az oldal eredeti változatát akarták visszahozni a LiveLeakkel, ami a hírértékű tartalmak megosztására szolgált, és a civil újságírást támogatja. Geert Wilders Fitna című iszlámkritikus rövidfilmjét 2008-ban feltöltötték a weboldalra, miután a politikus weboldalát a film miatt felfüggesztették.
Az oldalon a legnépszerűbb kategóriák vannak megjelenítve, köztük háborús helyszínekről szóló és a Yoursay nevű vlog témájú videók.
A weboldal 2021 május elején megszűnt.